# A Sailor's Sweetheart
Pour plus de détails, voir Fiche technique et Distribution.
A Sailor's Sweetheart est un film américain réalisé par Lloyd Bacon et sorti en 1927.
Une copie incomplète du film est conservée au British Film Institute en Angleterre.

## Synopsis
Cynthia Botts (Louise Fazenda), une vieille fille institutrice qui dirige une école de filles, hérite de la fortune de Doolittle, le patron de l'école. Elle part alors en voyage à Hawaï pour se trouver un mari. Le jour de son départ, elle se marie secrètement à Mark Krisel (John Miljan), censé être un éminent banquier, mais qu'elle découvre être non seulement un chausseur de fortune mais également bigame. Elle rencontre également Sandy McTavish (Clyde Cook), un marin écossais.

## Fiche technique
- Titre original : A Sailor's Sweetheart
- Réalisation : Lloyd Bacon
- Scénario : John Farrow, Harvey Gates, George Godfrey
- Photographie : Frank Kesson
- Société de production : Warner Bros.
- Société de distribution : Warner Bros.
- Pays d'origine :  États-Unis
- Langue originale : anglais
- Format : noir et blanc — 35 mm — 1.33:1 — muet — Vitaphone
- Genre : comédie
- Durée : 60 minutes
- Date de sortie :
  - États-Unis : 24 septembre 1927

## Distribution
- Louise Fazenda : Cynthia Botts
- Clyde Cook : Sandy McTavish
- Myrna Loy : Claudette Ralston
- William Demarest : Détective
- John Miljan : Mark Krisel
- Dorothea Wolbert : Lena Svenson
- Tom Ricketts : Professeur Meekham